# ヴォルフガング・マルシュナー
ヴォルフガング・マルシュナー（Wolfgang Marschner, 1926年5月23日 - 2020年3月24日）は、ドイツのヴァイオリン奏者、作曲家。
ドレスデンにハインリヒ・マルシュナーの末裔として生まれる。幼い頃からヴァイオリンを手にする。4歳でシュターツカペレ・ドレスデン付属学校のオーケストラでヴァイオリンを弾き、9歳でタルティーニの『悪魔のトリル』を弾きこなした。14歳でモーツァルテウム音楽院に入学し、ヴァーシャ・プルジーホダにヴァイオリンを学び、クレメンス・クラウスやエルマンノ・ヴォルフ＝フェラーリの薫陶も受けた。1943年に兵役に就いたが、第二次世界大戦終結後はハンブルクでエーリヒ・レーンに師事した。19歳でハノーファー国立歌劇場のコンサートマスターに就任し、その後ケルン放送交響楽団のコンサートマスターを歴任した。
1950年代からフォルクヴァング芸術大学やケルン音楽院で教鞭をとり、1963年からはフライブルク音楽大学で後進の指導に当たった。1970年には自分の名前を冠した室内管弦楽団を創設し、1976年にはフライブルクにシュポア国際ヴァイオリン・コンクールを創設した。
作曲も行い、ヴァイオリン協奏曲やヴィオラ協奏曲などがある。
2020年3月24日に死去。93歳没。